# Torild Skard

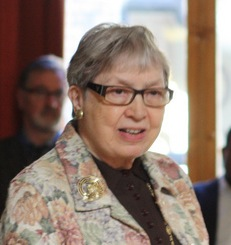
Torild Skard

Torild Skard (* 29. November 1936 in Oslo) ist eine norwegische Politikerin, Diplomatin, UN-Beamtin, Psychologin und Frauenrechtlerin. Sie war von 1973 bis 1977 Präsidentin des Oberhauses des norwegischen Parlaments und war danach als norwegische Diplomatin und UN-Beamtin tätig, unter anderem als Vizegeneralsekretärin des norwegischen Außenministeriums zuständig für Entwicklungszusammenarbeit, UNICEF-Regionaldirektorin für Westafrika und Zentralafrika und Präsidentin der UNICEF auf internationaler Ebene. Zuletzt war sie bis 2003 Sonderbeauftragte für internationale Kinderfragen im Außenministerium und bis 2011 Seniorforscherin am Norwegischen Institut für Außenpolitik (NUPI). Von 2006 bis 2013 war sie Präsidentin der Norsk Kvinnesaksforening.

## Leben

### Herkunft und Ausbildung
Sie ist eine Enkelin des norwegischen Außenministers Halvdan Koht und wuchs in Oslo und Washington, D.C. auf. Sie studierte Französisch, Pädagogik und Soziologie an der Universität Oslo und wurde als klinische Psychologin zugelassen.

### Politische Karriere
Von 1971 bis 1972 gehörte sie dem Osloer Stadtrat an. Skard war von 1973 bis 1977 für den Wahlkreis Akershus Mitglied des norwegischen Parlaments, des Stortings. Als Abgeordnete war sie als erste Frau Präsidentin des Oberhauses des Parlaments, des Lagting.

### Diplomatische Karriere und UN-Ämter
Nach ihrem Ausscheiden aus dem Storting war sie von 1978 bis 1984 Forscherin am Institut für Arbeitspsychologie (heute Arbeitsforschungsinstitut) und von 1977 bis 1984 Vorsitzende der norwegischen UNESCO-Kommission.
Skard war von 1984 bis 1986 Direktorin für Frauenfragen der UNESCO mit Sitz in Paris und von 1986 bis 1991 als erste Frau Generaldirektorin (ekspedisjonssjef) im norwegischen Entwicklungsministerium und nach der Zusammenlegung der Ministerien im Außenministerium. Sie war von 1988 bis 1989 Präsidentin der UNICEF Executive Board auf internationaler Ebene. Von 1991 bis 1994 war sie Vizegeneralsekretärin des norwegischen Außenministeriums zuständig für Entwicklungszusammenarbeit und damit höchste Beamtin der Entwicklungsministerin; 1994 wurde sie von Knut Vollebæk abgelöst.
Sie war von 1994 bis 1998 UNICEF-Regionaldirektorin für Westafrika und Zentralafrika, verantwortlich für die Arbeit der UNICEF in 23 afrikanischen Ländern und mit Sitz in Abidjan. Als UNICEF-Regionaldirektorin war Skard eine der Schlüsselfiguren bei der Bewältigung der humanitären Katastrophen während der vielen afrikanischen Bürgerkriege in den 1990er Jahren, wie dem liberianischen Bürgerkrieg, dem Bürgerkrieg in Sierra Leone und dem Bürgerkrieg in der Zentralafrikanischen Republik. Bei ihrem Amtsantritt sagte Skard: „In 16 Gebieten West- und Zentralafrikas herrscht aufgrund bewaffneter Konflikte oder Naturkatastrophen eine humanitäre Notlage [...] Die Erhaltung des menschlichen Geistes derer, die Krieg und Katastrophen erlebt haben, ist eine schwierige Aufgabe. Das Schwierigste ist vielleicht, aus Kindersoldaten wieder Kinder zu machen“.  2003 sagte sie in einem Interview: „In den Jahren, in denen ich in Afrika war, gab es immer mehr Kriege, und die Aufgaben wuchsen blitzschnell. Wir haben es leider nicht geschafft, so viele Kinder aus Kindersoldaten zu machen, obwohl wir es mit einigen geschafft haben. Die umfassendste Aufgabe bestand darin, sicherzustellen, dass afrikanische Kinder ihre ersten Lebensjahre durch eine bessere medizinische Grundversorgung, Impfung und Ernährung überlebten. Die nächste Frage war, was für ein Leben sie haben sollten, und dann kamen Bildung und Schutz vor Gewalt, Prostitution, Menschenhandel und Kinderarbeit ins Spiel“.
Nachdem sie nach Norwegen zurückgekehrt war, war sie von 1999 bis 2003 Sonderbeauftragte für internationale Kinderfragen im Außenministerium und von 2003 bis 2011 Seniorforscherin am norwegischen Außenpolitik-Institut (NUPI). Skard hat mehrere Jahre lang Vorlesungen über „Leadership, Women and the UN“ am United Nations System Staff College gehalten.

## Frauenrechte
Von 2006 bis 2013 war sie Präsidentin der Norsk Kvinnesaksforening.

## Schriften (Auswahl)
- Kontinent der Frauen und der Hoffnung. Entwicklung in Afrika verstehen und fördern. Books on African Studies, Heidelberg 2004, ISBN 3-927198-23-4. (auch auf Norwegisch, Englisch, Französisch und Niederländisch erschienen)
- Women of power. Half a century of female presidents and prime ministers worldwide. Policy Press, Bristol 2014, ISBN 978-144-731-578-0. (auch auf Norwegisch erschienen)

## Auszeichnungen
- Komtur, Ordre national du Lion von Senegal (1998)
- Komtur, Sankt-Olav-Orden (2012)[5]
- Ehrenmitglied der Norsk Kvinnesaksforening (2014)[6]
- Bertha-Lutz-Preis (2020), für die Wiederentdeckung der Rolle von Bertha Lutz bei der Gründung der UN